# Árabe chipriota
El árabe chipriota, también conocido como árabe chipriota maronita o Sanna, es una variedad moribunda de árabe hablada por la comunidad maronita en Chipre. Antiguamente los hablantes se encontraban principalmente en Kormakitis, pero debido a la invasión turca de Chipre en 1974, la mayoría fue recolocada en el Sur y esparcida por la isla, llevando al declive de la lengua. Tradicionalmente bilingües en griego chipriota, siendo todos los demás hablantes de árabe chipriota mayores de 30 años de edad desde antes del año 2000. Un censo de 2011 informó que, de los 3656 chipriotas maronitas en las zonas controladas por la República de Chipre (el sur), ninguno declaró el árabe chipriota como su primera lengua.

## Historia y clasificación
El árabe chipriota fue introducido por primera vez a Chipre por la Iglesia maronita, los maronitas, que procedían principalmente de Siria y Líbano entre el siglo IX y el siglo X. Desde 2002, es uno de los lenguajes severamente amenazados designados por la UNESCO y, desde 2008, es reconocido como una lengua minoritaria de Chipre, coincidiendo con un intento de revitalizar el lenguaje que puede resultar inútil.
El árabe chipriota comparte un gran número de rasgos comunes con el árabe iraquí; árabe mesopotámico; particularmente la variedad septentrional del árabe mesopotámico, y se ha contado como perteneciente a esta área del dialecto. También comparte muchos rasgos con el árabe levantino. Se cree que estas características comunes se remontan a un período en el que había un continuo dialectal entre los dialectos de Mesopotamia y el área de dialecto sirio.